# 周富裕
周富裕(1975年—)原名周鹏，是一位中国企业家，中国食品公司周黑鸭董事长。

## 生平
1975年出生于重庆合川一个贫困家庭，小学曾休学四次，初中毕业后1994年随亲戚来到武汉打工，1995年开办一家卤菜店，最初叫“怪味鸭”。2000年更名为“周记黑鸭”。2006在南昌开放加盟后质量难以保证统一，之后便一直选择直营路线。2016年11月周黑鸭在香港交易所挂牌上市。
截至2019年6月30日周黑鸭自营门店总数为1255间，同年11月因为营收业绩压力重新选择开放加盟模式。

## 财富
《福布斯》发布2017全球亿万富豪榜，周富裕与妻子唐建芳首次上榜，资产达到12亿美元。